# Liste des joueuses françaises en WNBA
 (octobre 2024).
 (octobre 2024).
- Si vous ne connaissez pas le sujet, laissez ce bandeau (vous pouvez alors contacter les auteurs).
- Si vous supprimez le contenu mis en cause (vous pouvez préalablement contacter les auteurs),

argumentez précisément cette suppression dans la page de discussion
(un manque de référence n'est pas un argument ; une recherche réelle de référence doit avoir été effectuée, être formellement documentée).
Cet article présente la liste des joueuses françaises jouant ou ayant joué en Women's National Basketball Association (WNBA).

## Liste des joueuses
|  | Joueuse en activité en WNBA |
|  | Joueuse non draftée en WNBA |

Statistiques mises à jour au 21 octobre 2024.
| Joueuse                   | Année de draft | Tour                                    | Choix   | Draftée par                                 | Carrière                 | Équipes                                                                                            | Saison régulière | Playoffs     | Total        | Notes                                                                               | Réf.   |
| Joueuse                   | Année de draft | Tour                                    | Choix   | Draftée par                                 | Carrière                 | Équipes                                                                                            | Matchs joués     | Matchs joués | Matchs joués | Notes                                                                               | Réf.   |
| ------------------------- | -------------- | --------------------------------------- | ------- | ------------------------------------------- | ------------------------ | -------------------------------------------------------------------------------------------------- | ---------------- | ------------ | ------------ | ----------------------------------------------------------------------------------- | ------ |
| Monique Akoa Makani       | -              | -                                       | -       | -                                           | 2025-                    | Mercury de Phoenix                                                                                 |                  |              |              | née au Cameroun avec la double nationalité camerounaise et française                | [ 1 ]  |
| Valériane Ayayi           | -              | -                                       | -       | -                                           | 2015                     | Stars de San Antonio                                                                               | 16               | 0            | 16           | Valériane Vukosavljević depuis son mariage                                          | [ 2 ]  |
| Marième Badiane           | -              | -                                       | -       | -                                           | 2025                     | Lynx du Minnesota                                                                                  | 3                | 0            | 3            |                                                                                     | [ 3 ]  |
| Lucienne Berthieu-Poiraud | 2002 2004      | 2e 1er (dispersal draft)                | 19e 11e | Storm de Seattle Comets de Houston          | 2002-2004                | Rockers de Cleveland Comets de Houston                                                             | 43               | 3            | 46           |                                                                                     | [ 4 ]  |
| Kariata Diaby-Martinière  | -              | -                                       | -       | -                                           | 2025                     | Sun du Connecticut                                                                                 | 13               | 0            | 13           | née en Côte-d'Ivoire avec la double nationalité ivoirienne et française             | [ 5 ]  |
| Céline Dumerc             | -              | -                                       | -       | -                                           | 2014                     | Dream d'Atlanta                                                                                    | 28               | 1            | 29           |                                                                                     | [ 6 ]  |
| Olivia Époupa             | -              | -                                       | -       | -                                           | 2024                     | Lynx du Minnesota                                                                                  | 17               | 4            | 21           |                                                                                     | [ 7 ]  |
| Isabelle Fijalkowski      | 1997 2004      | 1er (elite draft) 1er (dispersal draft) | 2e 11e  | Rockers de Cleveland Los Angeles Sparks     | 1997-1998                | Rockers de Cleveland                                                                               | 56               | 3            | 59           | première française draftée et première française à jouer en WNBA avec Laure Savasta | [ 8 ]  |
| Émilie Gomis              | -              | -                                       | -       | -                                           | 2006                     | Liberty de New York                                                                                | 2                | 0            | 2            |                                                                                     | [ 9 ]  |
| Sandrine Gruda            | 2007           | 1er                                     | 13e     | Sun du Connecticut                          | 2008-2010 2014 2016-2017 | Sun du Connecticut Sparks de Los Angeles                                                           | 32               | 12           | 44           |                                                                                     | [ 10 ] |
| Bria Hartley              | 2014           | 1er                                     | 7e      | Storm de Seattle                            | 2014-2022 2025-          | Mystics de Washington Liberty de New York Mercury de Phoenix Fever de l'Indiana Sun du Connecticut | 207              | 14           | 221          | née aux États-Unis avec la double nationalité américaine et française               | [ 11 ] |
| Marine Johannès           | -              | -                                       | -       | -                                           | 2019 2022-2023 2025–     | Liberty de New York                                                                                | 78               | 12           | 90           |                                                                                     | [ 12 ] |
| Leïla Lacan               | 2024           | 1er                                     | 10e     | Sun du Connecticut                          | 2025-                    | Sun du Connecticut                                                                                 |                  |              |              |                                                                                     | [ 13 ] |
| Edwige Lawson-Wade        | -              | -                                       | -       | -                                           | 2005-2006 2008-2010      | Liberty de New York Comets de Houston Storm de Seattle Silver Stars de San Antonio                 | 141              | 14           | 155          | Edwige Lawson avant son mariage                                                     | [ 14 ] |
| Carla Leite               | 2024 (en)      | 1er 1re (expansion)                     | 9e 4e   | Wings de Dallas Valkyries de Golden State   | 2025-                    | Valkyries de Golden State                                                                          |                  |              |              |                                                                                     | [ 15 ] |
| Lou Lopez Sénéchal        | 2023           | 1er                                     | 5e      | Wings de Dallas                             | 2024-                    | Wings de Dallas                                                                                    | 27               | 0            | 27           | née au Mexique avec la double nationalité mexicaine et française                    | [ 16 ] |
| Dominique Malonga         | 2025           | 1er                                     | 2e      | Storm de Seattle                            | 2025-                    | Storm de Seattle                                                                                   |                  |              |              | née au Cameroun, avec la double nationalité camerounaise et française               | [ 17 ] |
| Emmeline Ndongue          | -              | -                                       | -       | -                                           | 2006                     | Sparks de Los Angeles                                                                              | 16               | 0            | 16           |                                                                                     | [ 18 ] |
| Sabrina Palie             | -              | -                                       | -       | -                                           | 2006                     | Shock de Détroit                                                                                   | 11               | 0            | 11           |                                                                                     | [ 19 ] |
| Iliana Rupert             | 2021 2024 (en) | 1er 1re (expansion)                     | 12e 1re | Aces de Las Vegas Valkyries de Golden State | 2022-2023 2025-          | Aces de Las Vegas Dream d'Atlanta Valkyries de Golden State                                        | 37               | 8            | 45           |                                                                                     | [ 20 ] |
| Janelle Salaün            | -              | -                                       | -       | -                                           | 2025-                    | Valkyries de Golden State                                                                          |                  |              |              |                                                                                     | [ 21 ] |
| Audrey Sauret-Gillespie   | -              | -                                       | -       | -                                           | 2001-2002                | Mystics de Washington                                                                              | 40               | 0            | 40           | Audrey Sauret avant son mariage                                                     | [ 22 ] |
| Laure Savasta             | -              | -                                       | -       | -                                           | 1997                     | Monarchs de Sacramento                                                                             | 14               | 0            | 14           | première française à jouer en WNBA avec Isabelle Fijalkowski                        | [ 23 ] |
| Kadi Sissoko              | 2023           | 3e                                      | 29e     | Mercury de Phoenix                          | 2023                     | Mercury de Phoenix                                                                                 | 40               | 0            | 40           |                                                                                     | [ 24 ] |
| Mamignan Touré            | -              | -                                       | -       | -                                           | 2025-                    | Sun du Connecticut                                                                                 |                  |              |              |                                                                                     | [ 25 ] |
| Gabby Williams            | 2019           | 1er                                     | 4e      | Sky de Chicago                              | 2018-2020 2022-          | Sky de Chicago Storm de Seattle                                                                    | 147              | 9            | 156          | née aux États-Unis avec la double nationalité américaine et française               | [ 26 ] |

## Statistiques des joueuses

### Saison régulière
|  | Joueuse en activité en WNBA |

Statistiques au 21 juin 2024
| Joueuse                   | Matchs | MPG  | PPG  | %Tir  | %3PTS | %LF    | RPG | APG | SPG | BPG | TO  | FPG |
| ------------------------- | ------ | ---- | ---- | ----- | ----- | ------ | --- | --- | --- | --- | --- | --- |
| Valériane Ayayi           | 16     | 9,2  | 2,3  | 31,3% | 19,0% | 42,9%  | 1,8 | 0,4 | 0,5 | 0,3 | 0,6 | 1,1 |
| Lucienne Berthieu-Poiraud | 43     | 8,2  | 3,0  | 45,2% | 0,0%  | 66,2%  | 1,7 | 0,2 | 0,4 | 0,1 | 0,7 | 1,7 |
| Céline Dumerc             | 28     | 18,5 | 3,3  | 29,5% | 23,1% | 69,4%  | 2,0 | 4,0 | 1,1 | 0,1 | 2,1 | 1,9 |
| Olivia Époupa             | 17     | 6,7  | 0,8  | 37,5% | 0,0%  | 100,0% | 1,1 | 1,5 | 0,8 | 0,0 | 0,9 | 0,8 |
| Isabelle Fijalkowski      | 56     | 28,7 | 12,8 | 52,8% | 35,7% | 80,4%  | 6,2 | 2,3 | 0,6 | 0,8 | 2,8 | 4,4 |
| Émilie Gomis              | 2      | 7,5  | 1,5  | 0,0%  | 0,0%  | 75,0%  | 0,0 | 0,0 | 0,5 | 0,0 | 0,5 | 1,5 |
| Sandrine Gruda            | 133    | 18,0 | 7,6  | 45,7% | 18,2% | 65,4%  | 3,8 | 0,9 | 0,6 | 0,8 | 1,3 | 1,8 |
| Bria Hartley              | 207    | 20,3 | 7,9  | 38,7% | 33,5% | 77,0%  | 2,2 | 2,6 | 0,6 | 0,1 | 1,7 | 1,7 |
| Marine Johannès           | 78     | 20,8 | 8,0  | 43,7% | 39,5% | 80,6%  | 1,6 | 2,4 | 0,6 | 0,1 | 1,4 | 1,6 |
| Edwige Lawson-Wade        | 141    | 13,7 | 4,0  | 38,4% | 36,1% | 85,4%  | 1,4 | 1,6 | 0,7 | 0,0 | 0,9 | 1,3 |
| Lou Lopez Sénéchal        | 27     | 4,6  | 0,9  | 29,4% | 20,0% | 50,0%  | 0,4 | 0,4 | 0,1 | 0,0 | 0,2 | 0,5 |
| Emmeline Ndongue          | 16     | 6,7  | 1,1  | 25,9% | 0,0%  | 46,2%  | 1,6 | 0,1 | 0,4 | 0,5 | 0,4 | 1,4 |
| Sabrina Palie             | 11     | 4,5  | 1,1  | 20,0% | 40,0% | 0,0%   | 0,4 | 0,5 | 0,1 | 0,1 | 0,9 | 0,8 |
| Iliana Rupert             | 37     | 10,3 | 2,7  | 42,0% | 33,3% | 54,5%  | 2,1 | 0,7 | 0,4 | 0,2 | 0,5 | 1,5 |
| Audrey Sauret-Gillespie   | 40     | 15,5 | 2,5  | 31,9% | 12,9% | 34,5%  | 1,3 | 1,5 | 0,8 | 0,2 | 1,4 | 1,3 |
| Laure Savasta             | 14     | 11,2 | 2,4  | 24,4% | 20,0% | 77,8%  | 0,4 | 0,9 | 0,3 | 0,1 | 1,5 | 1,0 |
| Kadi Sissoko              | 40     | 8,4  | 1,5  | 37,1% | 16,7% | 62,5%  | 1,6 | 0,2 | 0,1 | 0,1 | 0,7 | 1,1 |
| Gabby Williams            | 147    | 23,2 | 7,3  | 42,9% | 25,7% | 75,0%  | 3,9 | 2,5 | 1,3 | 0,3 | 1,4 | 1,8 |

### Playoffs
|  | Joueuse en activité en WNBA |

Statistiques à l'issue des playoffs WNBA 2024.
| Joueuse                   | Matchs | MPG   | PPG  | %Tir  | %3PTS | %LF   | RPG | APG | SPG | BPG | TO  | FPG |
| ------------------------- | ------ | ----- | ---- | ----- | ----- | ----- | --- | --- | --- | --- | --- | --- |
| Lucienne Berthieu-Poiraud | 3      | 4,3   | 1,3  | 22,2% | 0,0%  | 0,0%  | 1,3 | 0,3 | 0,3 | 0,3 | 0,7 | 1,7 |
| Céline Dumerc             | 1      | 28,0  | 5,0  | 66,7% | 50,0% | 0,0%  | 3,0 | 5,0 | 1,0 | 0,0 | 3,0 | 2,0 |
| Olivia Époupa             | 4      | 0,6   | 0,0  | 0,0%  | 0,0%  | 0,0%  | 0,0 | 0,0 | 0,0 | 0,0 | 0,0 | 0,3 |
| Isabelle Fijalkowski      | 3      | 35,7  | 17,7 | 42,5% | 0,0%  | 86,4% | 9,0 | 1,3 | 0,7 | 0,7 | 1,7 | 4,3 |
| Sandrine Gruda            | 12     | 8,0   | 1,7  | 40,9% | 0,0%  | 25,0% | 1,5 | 0,3 | 0,3 | 0,3 | 0,6 | 0,6 |
| Bria Hartley              | 14     | 212,3 | 3,4  | 36,2% | 26,3% | 88,9% | 1,6 | 2,0 | 0,3 | 0,0 | 0,9 | 1,6 |
| Marine Johannès           | 12     | 14,3  | 3,4  | 32,6% | 29,4% | 60,0% | 1,1 | 1,7 | 0,5 | 0,2 | 1,0 | 1,1 |
| Edwige Lawson-Wade        | 14     | 16,3  | 6,1  | 47,4% | 52,5% | 91,7% | 1,7 | 1,7 | 0,6 | 0,1 | 0,6 | 1,3 |
| Iliana Rupert             | 8      | 7,9   | 2,1  | 35,3% | 35,7% | 0,0%  | 0,8 | 0,0 | 0,0 | 0,3 | 0,6 | 1,3 |
| Gabby Williams            | 9      | 25,2  | 10,7 | 49,4% | 33,3% | 92,9% | 3,9 | 2,7 | 1,2 | 0,2 | 1,2 | 2,2 |

## Joueuses draftées n’ayant jamais joué en WNBA
Ce paragraphe est une liste des joueuses françaises ayant été draftées mais qui n’ont pas, ou pas encore, disputé un match en WNBA.
| Année | Tour | Choix | Joueuse              | Draftée par                 |
| ----- | ---- | ----- | -------------------- | --------------------------- |
| 2012  | 3e   | 32e   | Isabelle Yacoubou    | Dream d'Atlanta             |
| 2013  | 2e   | 20e   | Diandra Tchatchouang | Silver Stars de San Antonio |
| 2017  | 2e   | 24e   | Lisa Berkani         | Lynx du Minnesota           |
| 2021  | 3e   | 29e   | Marine Fauthoux      | Liberty de New York         |
| 2023  | 1er  | 12e   | Maïa Hirsch          | Lynx du Minnesota           |
| 2025  | 3e   | 38    | Adja Kane            | Liberty de New York         |

## Joueuses non draftées n’ayant jamais joué en WNBA
Ce paragraphe est une liste des joueuses françaises ayant été candidates à la draft mais n’ayant pas été sélectionnées et n’ayant pas, ou pas encore, disputé un match en WNBA.
| Année | Joueuse       |
| ----- | ------------- |
| 2021  | Johanna Muzet |